# Luxembourgichthys friedeni
Luxembourgichthys friedeni è un pesce osseo estinto, appartenente ai teleostei. Visse nel Giurassico inferiore (Toarciano, circa 184 milioni di anni fa) e i suoi resti fossili sono stati ritrovati in Lussemburgo.

## Descrizione
Questo piccolo pesce non superava i 10 centimetri di lunghezza, e possedeva un corpo relativamente slanciato. Era superficialmente molto simile al ben noto Pholidophorus, con il quale è stato a lungo confuso, ma se ne differenziava per alcuni importanti caratteri osteologici. In particolare, Luxembourgichthys era dotato di una fossa post-temporale situata completamente sulla superficie laterale della scatola cranica, una condizione rarissima nei pesci teleostei e assente nei folidoforiformi veri e propri. Luxembourgichthys era inoltre dotato di alcune caratteristiche specializzate: un forame "bericiforme" che trapassava il ceratoiale anteriore, gli arcocentri associati ai cordacentri e le scaglie ovoidali che ricoprivano il corpo completamente prive del sistema di articolazione a "giunto a sfera". Le scaglie erano in ogni caso ricoperte da un sottile strato di ganoina, come avveniva in altri teleostei arcaici, ma erano di forma irregolare.

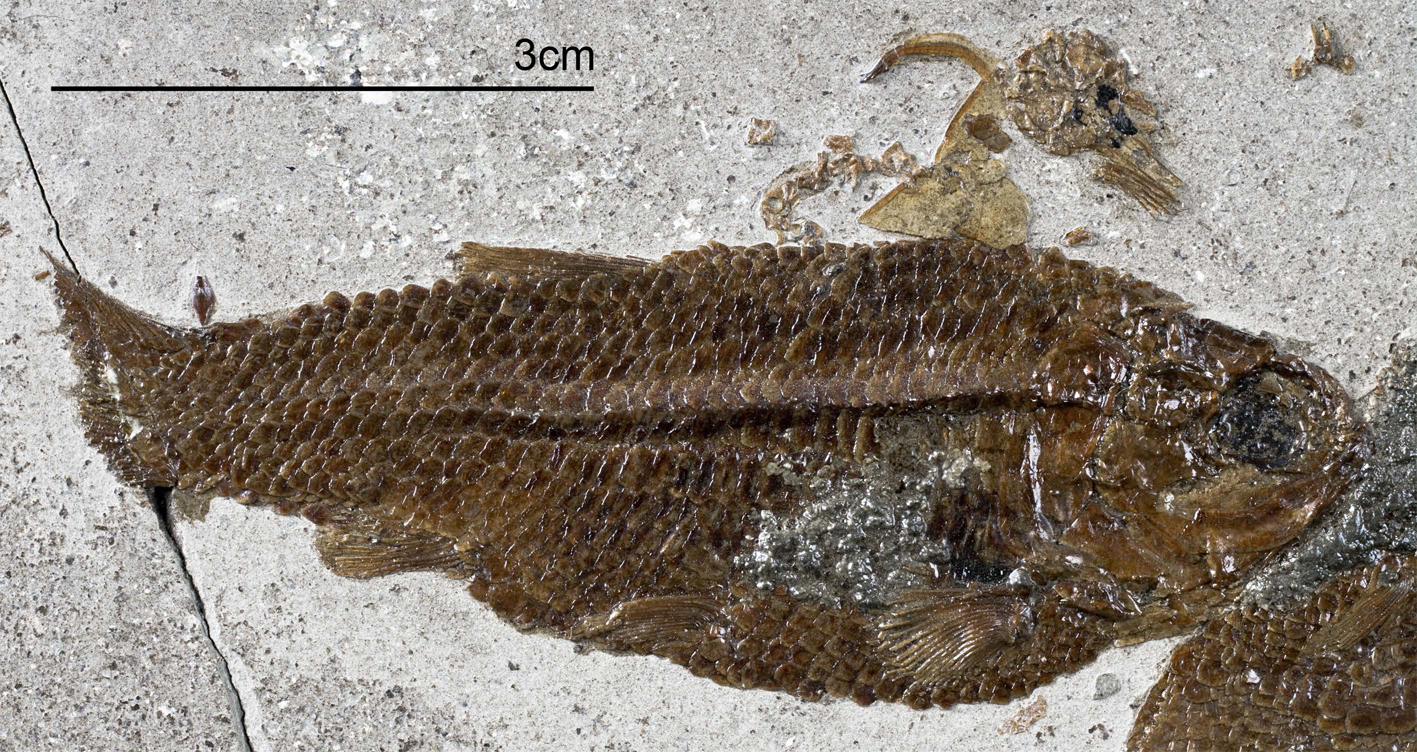
Fossile di Luxembourgichthys friedeni

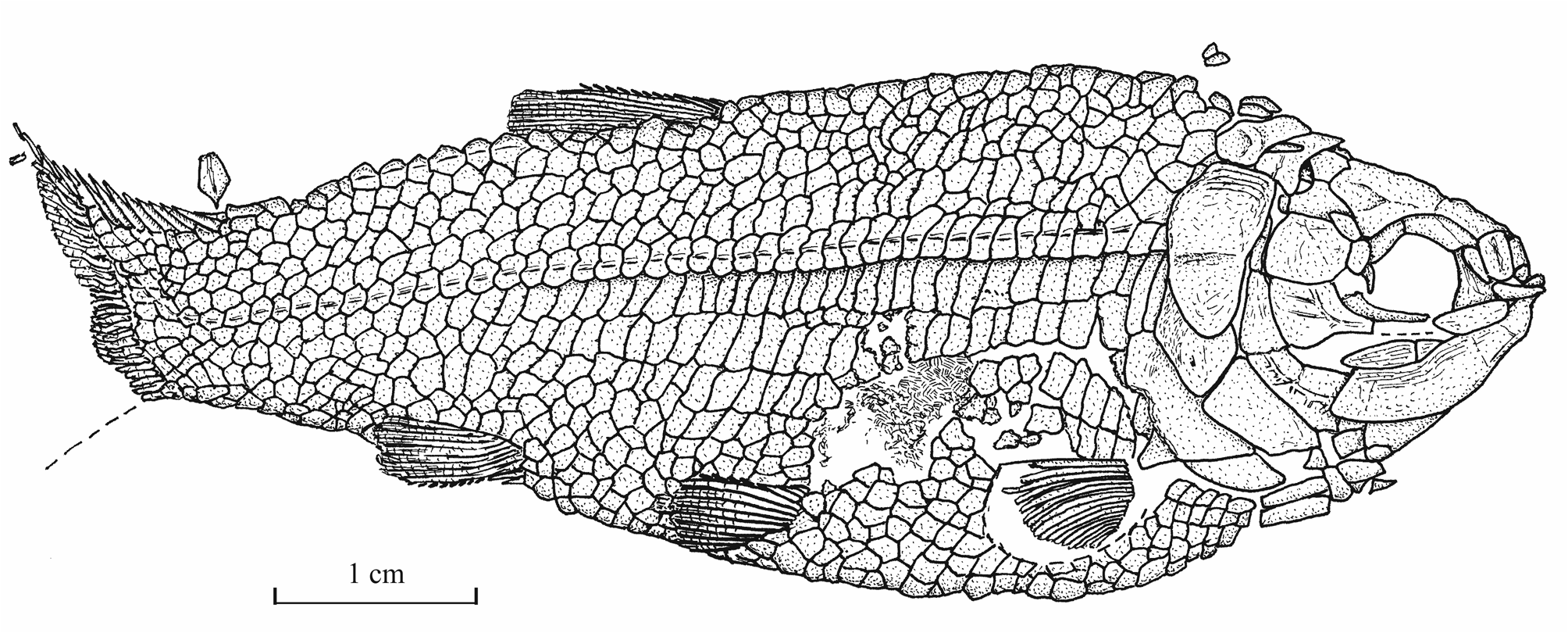
Ricostruzione di un fossile di Luxembourgichthys friedeni

## Classificazione
Luxembourgichthys è noto per fossili ritrovati nella formazione di Grandcourt in Lussemburgo, in terreni risalenti al Toarciano inferiore. Inizialmente i fossili di questo animale vennero ascritti a una nuova specie del genere Pholidophorus da Delsate nel 1999 (P. friedeni). Solo successivamente un'analisi più dettagliata mise in luce importanti differenze con la specie tipo di Pholidophorus e con altri folidoforiformi; non solo, quindi, fu necessario istituire il nuovo genere Luxembourgichthys, ma risultò chiaro che questo genere non era ascrivibile alla famiglia Pholidophoridae a causa della peculiare morfologia. Alcune caratteristiche, come la strana fossa post-temporale, richiamano alcuni Osteoglossiformes attuali. Sembra, in ogni caso, che Luxembourgichthys fosse in una posizione più derivata degli altri "folidoforiformi", e più vicina a quella di altri teleostei giurassici dotati di scaglie cicloidi (Taverne e Steurbaut, 2017).

## Paleoecologia
I fossili di Luxembourgichthys sono stati ritrovati in sedimenti di origine marina, che hanno restituito i resti di numerosi altri pesci, come Saurorhynchus, Caturus, Lepidotes, Dapedium, Tetragonolepis, Sauropsis, Pachycormus, Saurostomus, Euthynotus, Haasichthys e Leptolepis. Tra questi, Luxembourgichthys rappresentava una delle forme più piccole, ed era probabilmente una preda di Saurorhynchus o di altri pesci predatori.